# Товия
То́вия, или То́вий («Бог благ»), — персонаж книги Товита (поучительной второканонической книги Ветхого Завета), главы Тов. 4—12 и 14; сын Товита.
Между израильтянами, отведёнными в плен, было семейство Товита. Живя в Ниневии, Товит приобрел торговлей большое богатство.
Отец послал его в город Экбатана за возвратом долга. Его проводником был архангел Рафаил, который по дороге устроил его свадьбу с Сарой, у которой в брачную ночь, по любви к ней (из ревности), были убиты Асмодеем (Ашмедаем) семеро мужей, один за другим. Товия, по указанию архангела, женившись на Саре, отогнал Ашмедая воскурением в брачном покое сердца и печени рыбы, пойманной им в реке Тигр. Асмодей (Ашмедай), ощутив этот запах курения, «убежал в верхние страны Египта, и связал его ангел» (Тов. 8, 3). Также архангел Рафаил помог Товию исцелить отца от слепоты.